# Chacapampa (distrito)
Chacapampa é um distrito da província de Huancayo, localizado do Departamento de Junín, Peru.

## Transporte
O distrito de Chacapampa não é servido pelo sistema de estradas terrestres do Peru.